# Adélaïde-Louise-Pauline Hus
 Adélaïde-Louise-Pauline Hus (* 31. März 1734 in Rennes; † 18. Oktober 1805 in Paris) war eine Schauspielerin der Comédie-Française und wurde als Kurtisane berühmt. Bekannt war sie in Paris unter ihrem Künstlernamen Mademoiselle Hus. Nicht zuletzt mit ihrem Liebesleben erlangte Hus kulturgeschichtliche Relevanz, weil berühmte Schriftsteller ihrer Zeit daraus Stoff für ihre Werke machten.

## Herkunft
Hus stammte aus einer französischen Schauspielerfamilie. Sie war die Tochter von François Hus und Françoise Hus, geborene Gravillon. Ihre Mutter war neben der Schauspielerei auch erfolgreiche Theaterautorin. Als reisende Theatertruppe führte die Familie Hus ein Wanderleben mit längeren Aufenthalten in Nantes, der Provence, Italien und den Niederlanden. Um 1750 löste sich die Truppe auf, und Françoise Hus-Gravillon ließ sich in Paris nieder. Adélaïde-Louise-Pauline hatte mindestens vier Geschwister. Ihr Bruder war der Balletttänzer und Choreograph Jean-Baptiste Hus (um 1736–1805). Ihr Cousin Auguste Hus (1769–1829) war Tänzer und Schriftsteller.

## Liebesleben
Hus unterhielt eine langjährige Liebesbeziehung zum Schatzmeister des Königs, Bertin de Blagny, aus der ein Sohn hervorging, Louis Auguste Bertin d’Antilly (1760–1804). Dieser erhielt eine sorgfältige Erziehung, widmete sich der Literatur und dem Theater, gründete mehrere Zeitungen und floh nach der Französischen Revolution nach Moskau an den Zarenhof, wo er 1804, also noch vor dem Tode seiner Mutter, verstarb.
Ebenso wie Bertin de Blagny ging Hus neben ihrer dauerhaften Liebesbeziehung weitere, vorübergehende Verbindungen ein. Die Beziehung zu Bertin de Blagny zerbrach, als dieser eine Affaire mit der Schauspielerin und Konkurrentin Hus’, Sophie Arnould, begann. 1775 heiratete Hus den königlichen Apotheker und Destillateur Louis Elis Lelièvre. 1793 ließ sie sich scheiden.

## Schauspielkarriere und Wirkung
Adélaïde-Louise-Pauline Hus gab am 26. Juli 1751 mit 17 Jahren ihr Début an der Comédie-Française, das jedoch kaum Beachtung fand. Ihre eigentliche Karriere begann nach einem zweiten Versuch zwei Jahre später am selben Haus. Hus übernahm unter anderem Rollen in Stücken von Molière und Voltaire. 1780 beendete sie ihre Theaterkarriere und bezog von 1786 an eine Pension in Höhe von 500 Livres vom französischen König.
Die Liebesaffäre von Hus und Bertin diente den literarischen Salons ihrer Zeit als Gesprächsstoff und schlug sich in zahlreichen Anekdoten der Memoiren- und Briefliteratur nieder. Berühmtheit erlangte der Stoff in Diderots Rameaus Neffe in Form eines Dialoges zwischen dem Philosophen und Rameau. Diderot und Voltaire attestieren Hus in ihren Briefen zwar nur eine mittelmäßige Begabung für das Theater, würdigen zugleich aber ihre Schönheit und ihren Charme, die sie zum Liebling des Pariser Publikums machten.